# Tokyo Godfathers
Tokyo Godfathers (jap. 東京ゴッドファーザーズ, Tōkyō goddofāzāzu) ist ein gesellschaftskritischer Anime des Regisseurs Satoshi Kon, in dem drei Obdachlose am Weihnachtsabend ein Baby finden.
Als Vorlage für den vom Studio Madhouse animierten, dritten Film des Regisseurs diente John Fords Western Spuren im Sand (engl. Originaltitel: 3 Godfathers) aus dem Jahre 1948.
Die Darstellung der Hauptfiguren sowie ihrer Lebensgeschichte, die sie auf die Straße und in die Armut führten, erfolgt stilsicher und frei von Klischees. Satoshi Kon nimmt dabei nicht nur auf John Ford Bezug, es gibt auch Querverweise auf Werke der Regisseure Frank Capra und Charlie Chaplin.

## Handlung
Der Alkoholiker Gin, die ehemalige Drag Queen Hana und die Ausreißerin Miyuki leben auf den Straßen Tokyos und davon, was der Müll des Nobelbezirks Shinjuku hergibt. An Heiligabend finden sie auf einer dieser Streiftouren hinter Müllsäcken ein neugeborenes Mädchen. Sie geben der Kleinen einen Namen, zögern aber zur Polizei zu gehen und nehmen sie erst einmal mit in ihre armselige Bleibe. Am nächsten Tag beginnt das Trio sich auf die Suche nach den Eltern der Kleinen zu machen. Im Babykörbchen war der Schlüssel zu einem Schließfach, dessen Inhalt erste Anhaltspunkte über die Herkunft des kleinen Mädchens gibt. Im Verlauf der Suche werden alle drei Hauptfiguren immer wieder mit ihrer eigenen Vergangenheit konfrontiert.

## Personen
MiyukiDas Nesthäkchen der Gruppe riss von zu Hause aus, nachdem sie ihren Vater, einen Polizisten, im Streit mit einem Messer schwer verletzt hatte. Der Vater hat den Angriff zwar überlebt, doch aus Scham traut Miyuki sich nicht mehr nach Hause, obwohl sie mehrmals versucht, den Kontakt wiederherzustellen. Da ihr Vater aber der zuständige Beamte im Fall des vermissten Babys ist, begegnen sie sich gegen Ende des Filmes wieder.
HanaHana arbeitete und wohnte in einer Nachtbar. Nach einem Zwischenfall mit einem betrunkenen Gast entscheidet sie sich selbst für die Obdachlosigkeit. Auch hier war Scham der hauptsächliche Auslöser.
GinGin lebte mit seiner Frau und seiner Tochter Kiyoko ein halbwegs normales Leben. Durch seine Alkohol- und Spielsucht gerät er aber immer weiter in die Schuldenfalle und flüchtet sich in die Obdachlosigkeit, um seiner Familie weiteren Ärger zu ersparen. Er trifft seine Tochter wieder, als Hana wegen eines Autounfalls in das Krankenhaus eingeliefert werden muss, in dem Kiyoko mittlerweile als Krankenschwester arbeitet.

## Produktion und Veröffentlichung
Der Film wurde von 2001 bis 2003 vom Studio Madhouse unter der Regie von Satoshi Kon produziert. Das Charakterdesign entwarfen Kenichi Konishi und Satoshi Kon, die künstlerische Leitung übernahm Nobutaka Ike und die Musik komponierte Keiichi Suzuki.
Der Anime erschien in Japan 2003 bei Sony Pictures. Es folgten Übersetzungen unter anderem ins Englische, Französische, Spanische und Russische. Im Februar 2005 erschien der Film bei Columbia TriStar in Deutschland.

## Synchronisation
| Rolle  | Japanischer Sprecher (Seiyū) | Deutscher Sprecher |
| ------ | ---------------------------- | ------------------ |
| Miyuki | Aya Okamoto                  | Caroline Combrinck |
| Hana   | Yoshiaki Umegaki             | Kai Taschner       |
| Gin    | Tōru Emori                   | Walter von Hauff   |

## Auszeichnungen
- 23. Fujimoto-shō (藤本賞): Nachwuchspreis
- Tōkyō Kokusai Anime Fair 2004: Bester Film, Beste Regie (für Satoshi Kon) und Beste künstlerische Leitung (für Nobutaka Ike)
- 2004: 58. Mainichi Eiga Concours: Bester Animationsfilm
- 2004: Neuchâtel International Fantastic Film Festival: Publikumspreis
- Future Film Festival (Italien): Bester Film
- Bunka-chō Media Geijutsusai des Bildungsministeriums: Hervorragender Animationsfilm (eine Klasse unter dem Großen Preis)
- 2003: 36. Sitges Festival Internacional de Cinema de Catalunya (Spanien): Publikumspreis für den besten Animationsfilm
- 18. Digital Content Grand Prix: Preis des Wirtschaftsministers

## Rezeption
Die Fachzeitschrift AnimaniA lobt die „detailverliebten und realistischen Hintergründe“ und den Charme des „bezaubernden Weihnachtsmärchens“. Die Animationen seien hervorragend, es dominieren warme und dunkle Farben. Die Handlung sei fesselnd und voller unwahrscheinlicher Wendungen, zeige dabei ein „realistisches Portrait eines Teilstücks des japanischen Alltags“. Die „poppigen und beschwingten Orchesterklänge“ des Soundtracks passten sich den jeweiligen Szenen gut an. Die deutsche Synchronisation sei handwerklich solide, jedoch könne Kai Taschner in seiner Rolle als Hana nicht wirklich überzeugen. In den Top-Videonews des Kinder- und Jugendfilmzentrums heißt es: „‚Tokyo Godfathers‘ ist ein mitreißender Animationsfilm der emotional bewegt, aber auch rasante Actionsequenzen anbietet. […] Emotionen und Aktionen verbindet Satoshi Kon in diesem Anime zu filmischen Ausdrucksformen, die die Zuschauer eintauchen lassen in eine außergewöhnliche, bewegende sowie packende märchenhafte Geschichte.“